# Pointes de découplage
Pour les articles homonymes, voir Pointe.

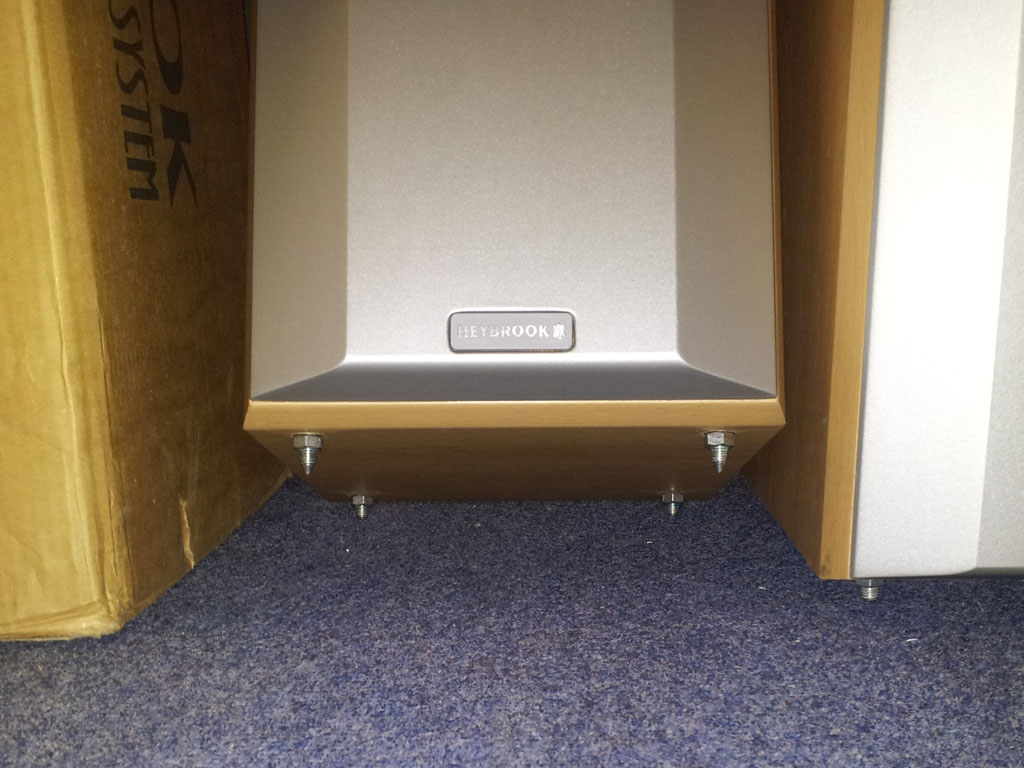
Pointes réglables en hauteur avec contre-écrou sous un haut-parleur incliné.

Les pointes de découplage sont des éléments en acier inoxydable que l'on fixe sous la base d'une enceinte acoustique afin de modifier le couplage mécanique avec son support. Elles permettent d'atténuer ou supprimer les vibrations acoustiques de l'enceinte acoustique en les évacuant vers la masse inertielle du support, permettant ainsi une amélioration sonore.

## Terminologie
Le terme « découplage » est inapproprié. Le rôle de ces pointes est d'évacuer l'énergie vibratoire de l'enceinte vers la masse, supposée inerte, que constitue son support (le plancher),. En ce sens, on doit plutôt parler de « pointes de couplage ». Les pointes de couplage sont aussi appelées cônes de couplage, cônes coupleurs, coupleurs ou simplement pointes hi-fi. En anglais, elles sont appelées speaker spikes, ou audio spikes.

## Description
Les pointes de couplage se fixent en-dessous d'une enceinte acoustique, permettant aux vibrations d'être déviées vers le sol. Lorsque les haut-parleurs reposent sur de tels pieds, ils jouent de manière plus contrôlée dans les basses fréquences, mais offrent surtout une meilleure image spatiale et des voix et instruments plus clairement focalisés.
Physiquement, chaque pointe concentre la charge qu'elle supporte sur une surface réduite. Le rapport entre la masse et la surface étant constant, une enceinte de quelques kilogrammes exercera une pression de plusieurs tonnes par centimètre carré à l'extrémité de la pointe. D'une manière similaire, la pression exercée à l'extrémité d'une punaise que l'on enfonce est importante du fait de sa très petite surface de contact (la pointe). De ce fait, les pointes sont généralement accompagnées de pieds amortissant, aussi appelés patins, qui peuvent être soit en acier inoxydable, soit en caoutchouc. Dans le cas de sols riches en résonance (par exemple parquet flottant ou planches sur plancher en bois), l'utilisation de pointes de couplage n'est pas recommandée, car le sol est incité à résonner et l'image sonore est déformée. Dans de tels cas, des matériaux élastiques doivent être utilisés comme amortisseurs pour le découplage (contraire du couplage), ce qui transforme l'énergie vibratoire en chaleur.  
L'affirmation selon laquelle les pointes transmettent mieux les vibrations dans une direction que dans l'autre est fausse, car elle entre en contradiction avec la troisième loi de Newton : « action-réaction ».
Les pointes de couplage ont une forme conique dont la taille peut varier entre approximativement 1 et 5 cm selon les fabricants. Pour les fixer, on utilise soit des filetages extérieurs à visser dans des douilles filetées correspondantes au fond de l'appareil, soit des surfaces adhésives sur le côté plat du cône. 